# フリオ・ゴンサレス (彫刻家)

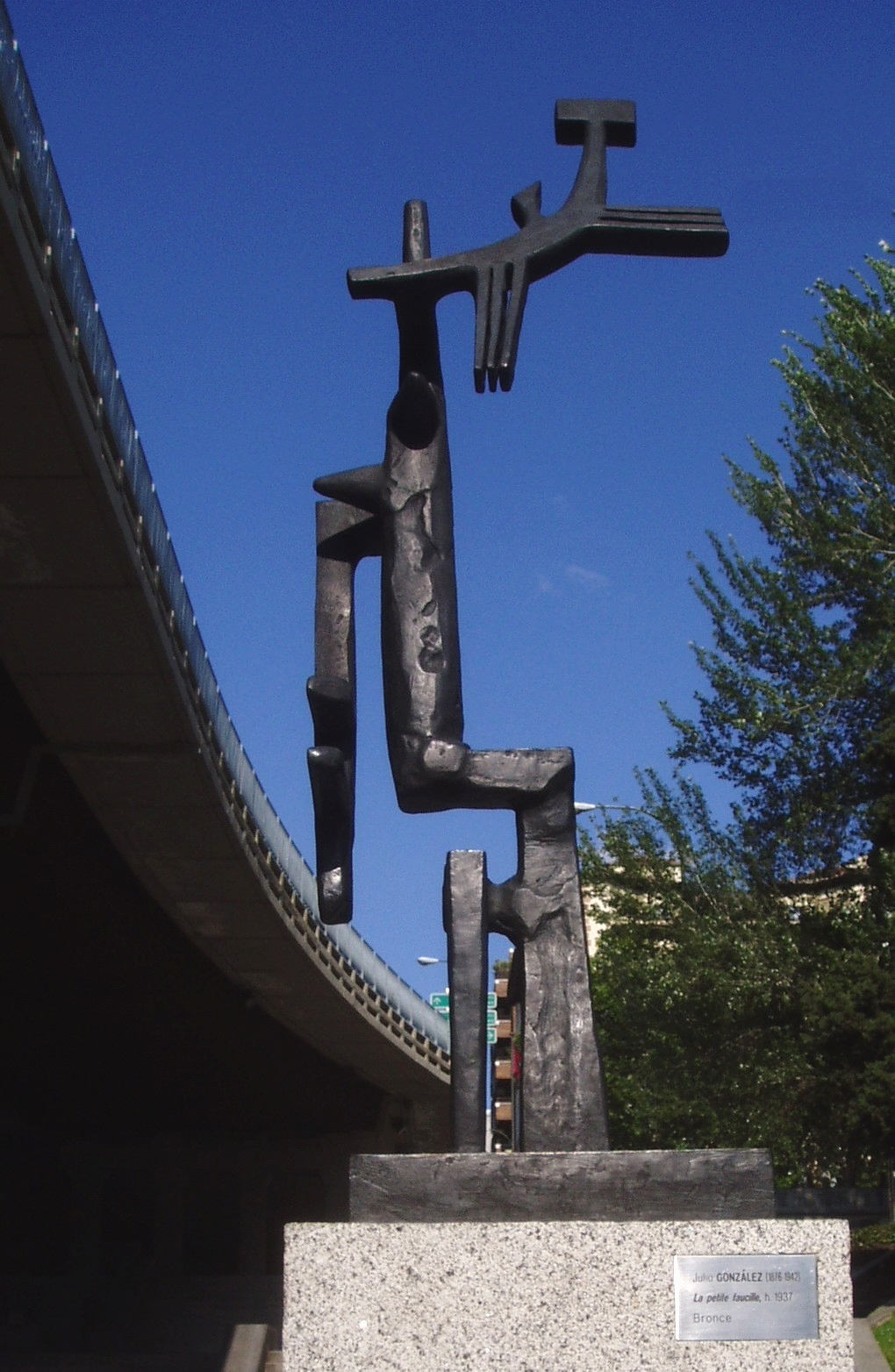
La petite faucille（1937年）

フリオ・ゴンサレス（カスティーリャ語：Julio Luis Jesús González Pellicer, 1876年9月21日 - 1942年3月27日）は、スペイン・カタルーニャの彫刻家、画家。鉄彫刻を手がけた最も初期の彫刻家であり、欧米の彫刻界に大きな影響を及ぼした。そのため、「鉄彫刻の父」とも称されている。またキュビスムに触発された作品も残している。 カタルーニャ語表記はJuli González i Pellicer。

## 経歴

### バルセロナ時代
1876年9月21日、スペイン・バルセロナの鍛冶職人の家に生まれた。10代の頃から父親の工房で金工職人として腕を磨き、後に彫刻にも活きる金属加工技術を習得した。そのかたわら、フリオと兄のフアンは美術学校の夜間コースに通って美術を学び、フアンも彫刻家・画家として作品を残している。19世紀末のバルセロナではムダルニズマという文化芸術運動が起こっており、建築家のアントニ・ガウディ(1852-1926)やジュゼップ・プッチ・イ・カダファルク (1867-1956)、画家のサンティアゴ・ルシニョール (1861-1931) やパブロ・ピカソ (1881-1973) などが活躍していた。ゴンサレスはピカソなど様々な芸術家が出入りしたカフェ「四匹の猫」にも通っている。1896年には父親が死去したため、ゴンサレスは家業をたたむことを決意し、1900年には兄や姉妹とともに一家でフランス・パリに移住した。

### パリ時代
パリでは金属加工業を営んだ。モンマルトルにあったスペイン人芸術家のサークルに出入りし、パブロ・ガルガーリョ、フアン・グリス、マックス・ジャコブらと知り合った。当初は画家になるつもりだったが、なかなか画壇に受け入れられなかった。1908年には兄のジュアン・ゴンサレス (1868-1908) が死去。友人のパコ・ドゥリオの助言で金属作品に転向し、レリーフや小規模な彫刻作品を制作した。金属作品と並行して絵画の制作も続けており、1909年にはついにアンデパンダン展やサロン・ドートンヌに展示されている。1918年にはブローニュ＝ビヤンクールにあるルノーの工場で働いて溶接の技術を身につけ、それを作品制作に活かすことに関心を持ち始めた。
1922年にはパリのGalerie Povlolovskyで、1923年にはパリのGalerie du Caméléonで個展を開催した。1920年代半ばにはコンスタンティン・ブランクーシの作業場に出入りし、1927年からゴンサレスは鉄彫刻をはじめた。1927年-1928年の冬にはピカソにガス溶接による金属彫刻の制作方法を教え、1928年から1933年までの間には10前後の作品を共同制作した。共同制作をする前までは、主に平面的な絵画作品に取り組んでいたピカソは、この時ゴンサレスに大きな影響を受け、彫刻への関心も強めていくこととなった。
ピカソの影響でゴンサレスはスタイルを大きく変化させた。はっきりと彫刻家の道を歩み始めたのは50代半ば、1920年代末のことである。それから晩年までの約10年間に数々の彫刻作品を制作した。1934年にはジャン・アルプ、マックス・エルンスト、アルベルト・ジャコメッティ、ジョアン・ミロなどと一緒にスイスのチューリッヒ美術館で開催されたグループ展に出品。1937年には結婚。同年のパリ万国博覧会ではスペイン館に展示されたピカソの壁画「ゲルニカ」が注目を集めたが、ゴンサレスの「La Monserrat」は「ゲルニカ」の隣に展示された。また同年ニューヨーク近代美術館で開催された「キュビスムと抽象芸術」にも作品を出品した。1937年にはパリ郊外アルクイユに転居。第二次世界大戦でナチス・ドイツ軍がフランスを占領すると妻とともにフランスを離れたが、わずか1年後にはアルクイユに戻っている。1942年3月27日、心臓発作によりアルクイユの自宅で死去した。
2015年から2016年にかけて、日本の長崎県美術館・岩手県立美術館・世田谷美術館・三重県立美術館の4館で日本初となるゴンサレスの回顧展が開催された。

## 評価・影響
「20世紀における鉄彫刻の父」と称される。溶接技術を用いた金属彫刻で従来の彫刻の概念を覆し、戦後の現代彫刻に大きな影響を与えた。アメリカのデイビッド・スミス、イギリスのアンソニー・カロ、スペインのエドゥアルド・チリーダなどの彫刻家に影響を与えたとされる。

## 作品
ゴンサレスの作品は、シカゴ美術館やクリーブランド美術館、スコットランド国立美術館、フィラデルフィア美術館、ソロモン・R・グッゲンハイム美術館など、さまざまな美術館に所蔵されている。その中でも最も大きなコレクションを所有しているのはバレンシア現代芸術院（IVAM）であり、約400点の作品を所蔵している。
ゴンサレスは鉄彫刻作品において、鉄の粗野な材質感を意図的に用いている。その作品は「植物をおもわせるかような形態が特徴」（原文ママ）であり、また「一種のユーモア」があると評される。

### 主な作品
- 『仮面「光と影」』（1930年）
- 『天使』（1933年） - 国立近代美術館 (フランス)（ポンピドゥー・センター内）所蔵。
- 『夢・キッス』（1934年） - 兵庫県立美術館所蔵。
- 『頭』（1935年）
- 『髭のある顔』（1936年） - 素描
- 『Montserrat screaming』 - 連作
- 『Mask of Montserrat screaming』（1936年）
- 『La Monserrat』（1937年）

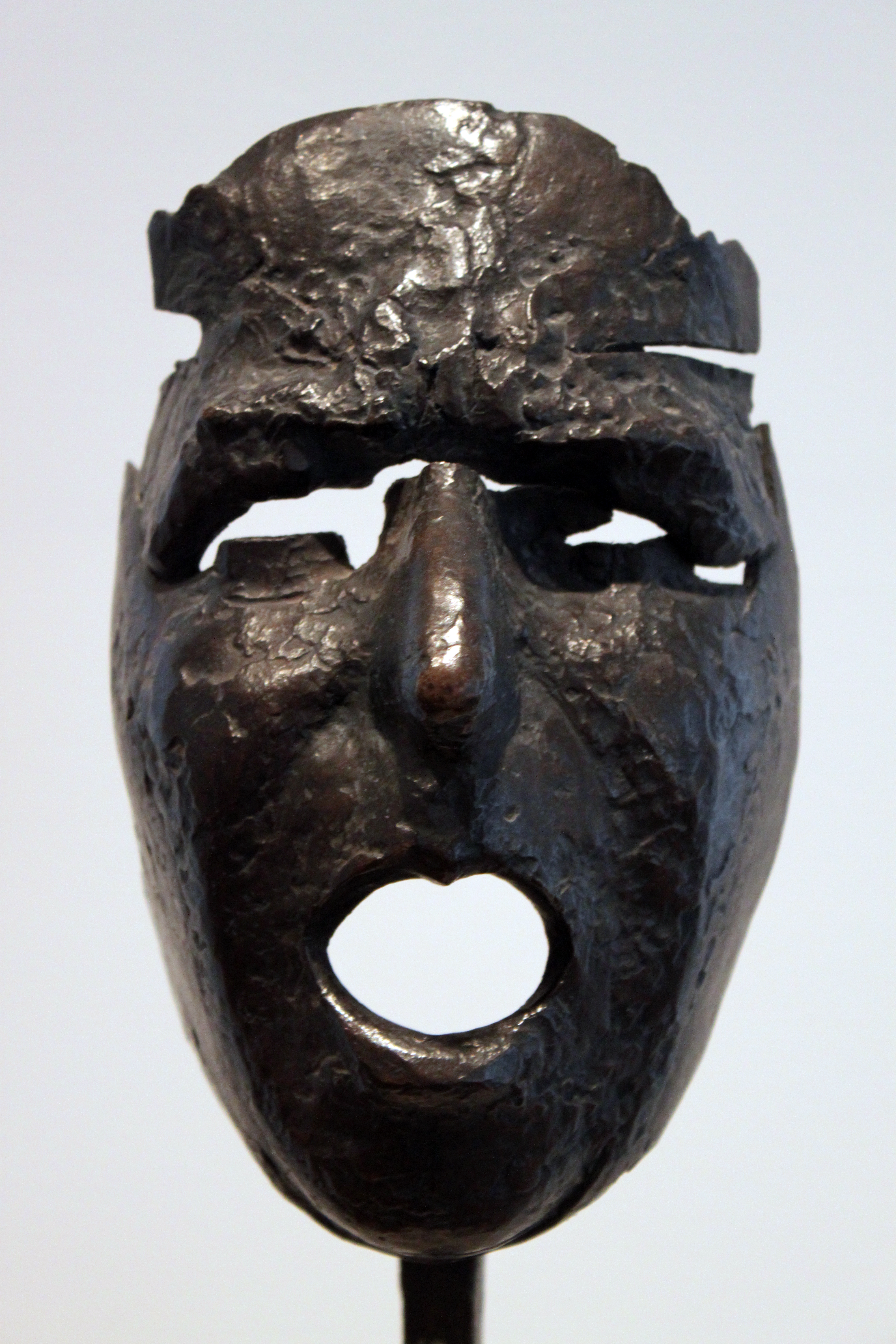
"Masque Montserrat criant anagoria" (1938)
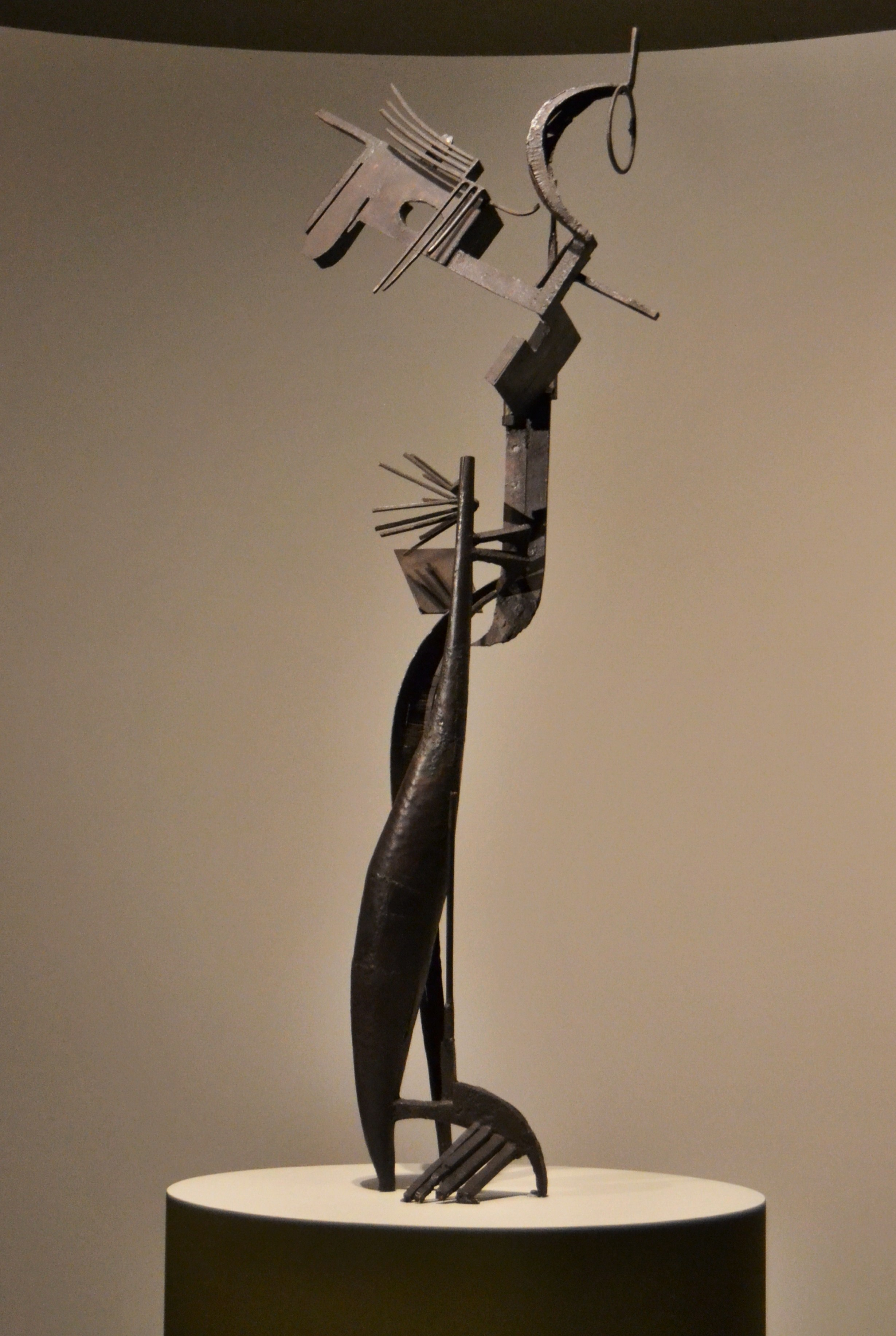
"Dona davant l'espill" (1936/1937)
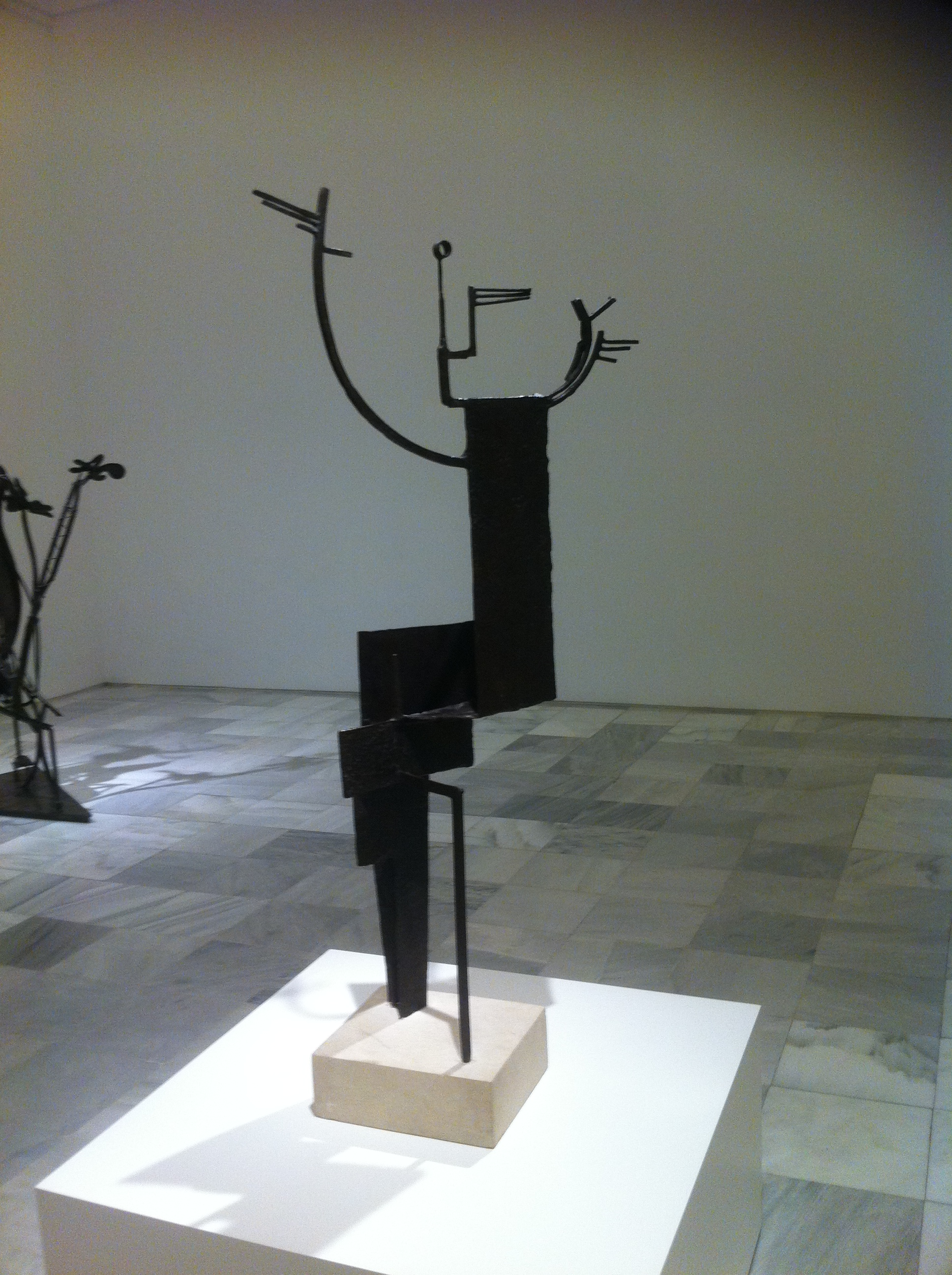
"Daphné"
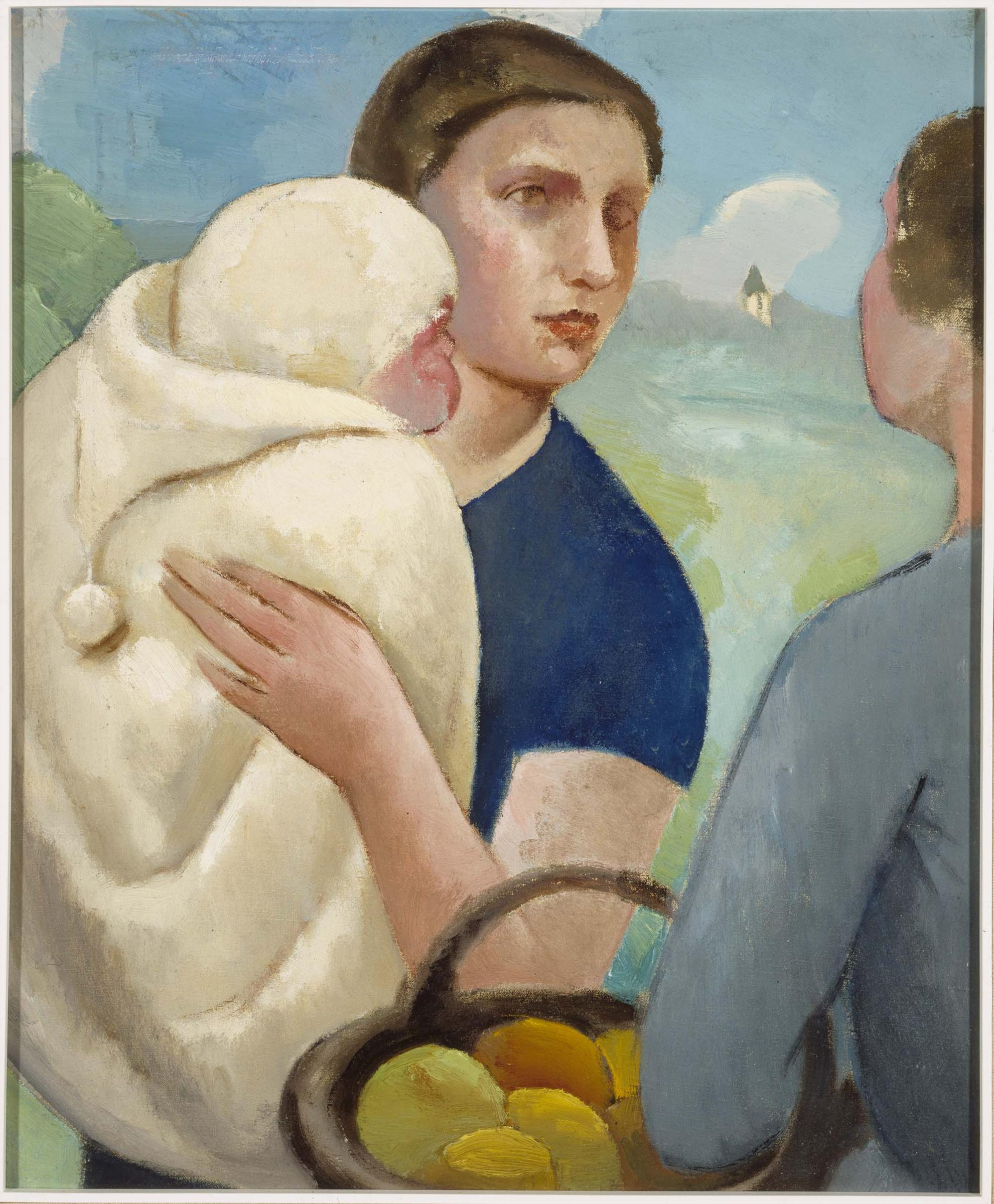
絵画